# Ponderosaskogssångare
Ponderosaskogssångare (Setophaga graciae) är en fågel i familjen skogssångare inom ordningen tättingar som förekommer i sydvästra Nordamerika och Centralamerika.

## Utseende och levnadssätt
Ponderosaskogssångare är en liten skogssångare med kort näbb, runt huvud och lång stjärt. Ryggen är enfärgat grå, liksom huvudsidan, medan strupe, bröst och ögonbryn är karakteristiskt gula.
Sången är en relativt långsam drill påminnande om varianter av enskogssångare, gulgumpad skogssångare och mörkögd junco. Gråkindad skogssångare är en vanlig art i höga tallar där den födosöker efter små insekter bland barr längst ut på grenarna.

## Utbredning och systematik

I gula området förekommer fågeln enbart under häckningstid, i det gröna året om.

Ponderosaskogssångare delas upp i fyra underarter:
- S. g. graciae – häckar i bergstrakter från sydvästra USA till norra Mexiko (norra Sinaloa, övervintrar till Michoacán
- S. g. yaegeri –  förekommer i bergstrakter i västra Mexiko (södra Sinaloa till Nayarit, västra Zacatecas och västra Jalisco)
- S. g. remota – förekommer i bergstrakter från södra Mexiko (Michoacán och Guerrero) till norra Nicaragua
- S. g. decora – förekommer på tallåsar i kustnära Belize, östra Honduras och nordöstra Nicaragua

### Släktestillhörighet
Tidigare placerades den tillsammans med ett stort antal andra arter i släktet Dendroica. DNA-studier visar dock att rödstjärtad skogssångare (Setophaga ruticilla) är en del av denna grupp. Eftersom Setophaga har prioritet före Dendroica inkluderas numera alla Dendroica-arter i Setophaga.

## Status och hot
Arten har ett stort utbredningsområde och en stor population, men tros minska i antal, dock inte tillräckligt kraftigt för att den ska betraktas som hotad. IUCN kategoriserar därför arten som livskraftig (LC). Beståndet uppskattas bestå av i storleksordningen tre miljoner vuxna individer. Fågeln beskrivs som vanlig.

## Namn
Fågelns vetenskapliga artnamn hedrar Grace Darling Page född Coues (1847-1925), syster till amerikanska ornitologen Elliott Coues.

## Bilder

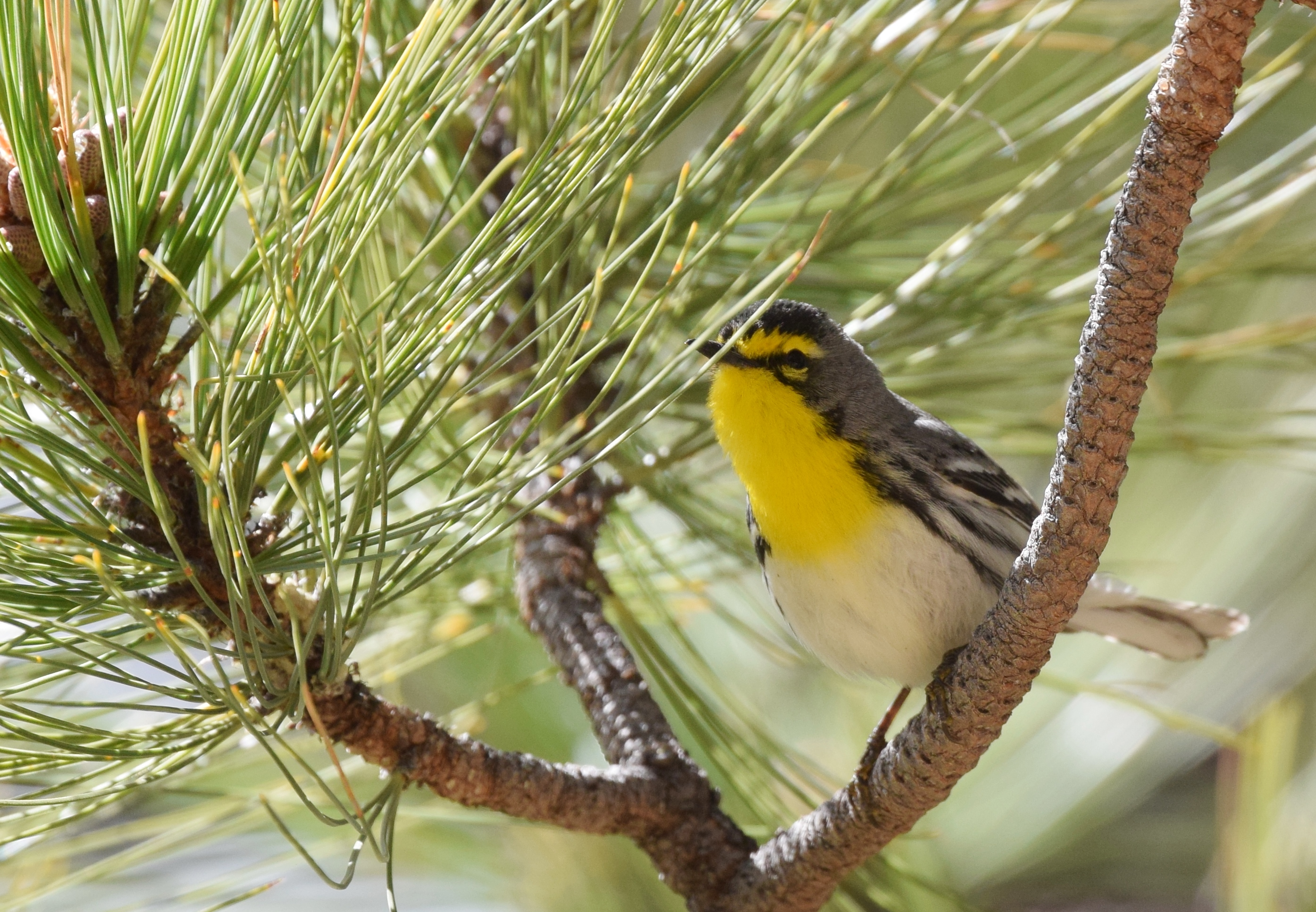
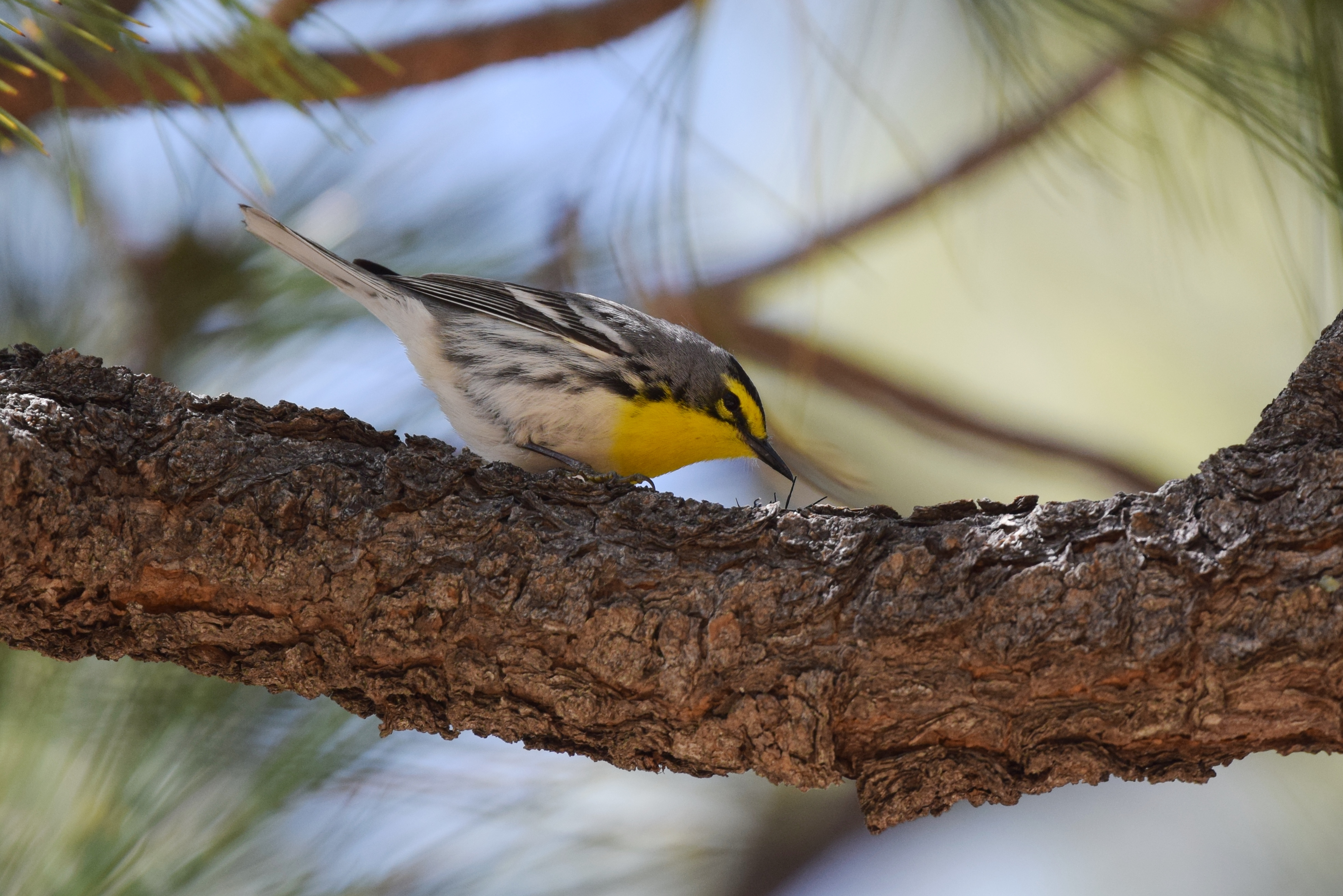
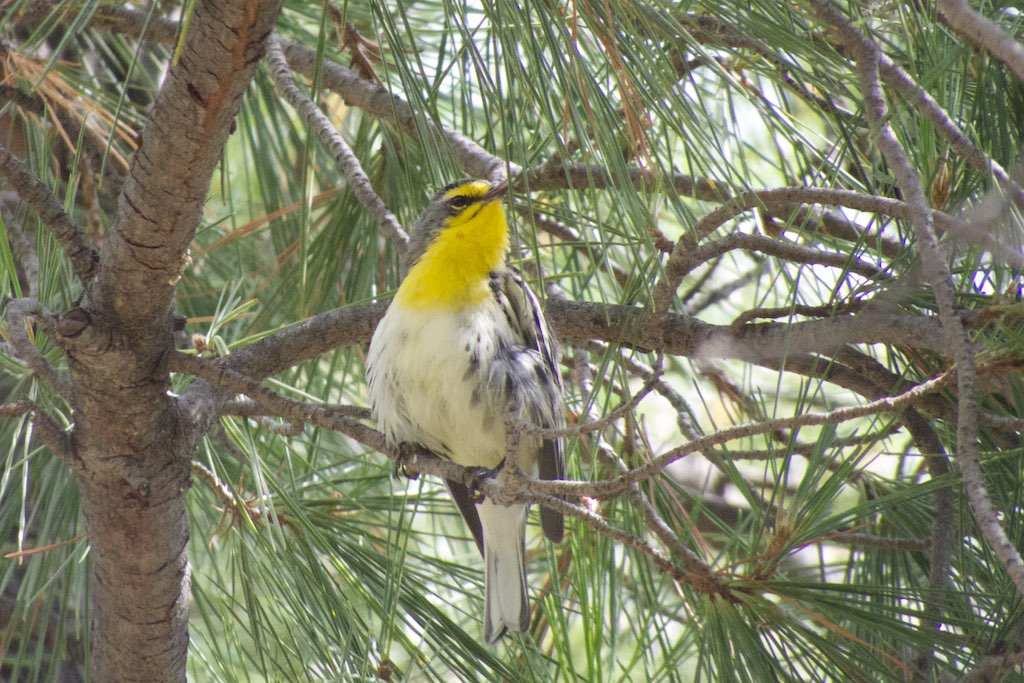